# Quail (Texas)
Pour les articles homonymes, voir Quail.
Quail est une census-designated place située dans le comté de Collingsworth, dans l’État du Texas, aux États-Unis. Sa population s’élevait à 19 habitants lors du recensement de 2010.